# Adelhaid von Lupfen
Adelhaid von Lupfen (* vor 1346; † 1371) war eine Äbtissin des freiweltlichen Damenstifts Buchau im heutigen Bad Buchau am Federsee. Sie entstammte dem Geschlecht der Grafen von Lupfen.
Adelhaid war die Tochter des Grafen Konrad von Lupfen und der Elisabeth von Liebenstein. Dokumente belegen, dass sie zunächst 1346 Konventfrau in der Zisterzienserinnenabtei Rottenmünster war. Unterlagen ihrer Wahl zur Fürstäbtissin sind nicht vorhanden.
In Buchau belehnte sie 1353 den Ritter Rudolf von Reischach mit der Burg Straßberg. Zwei Jahre später stiftete sie eine Heilige Messe. Laut den Wahlunterlagen ihrer Nachfolgerin Anna von Rüssegg soll sie 1371 verstorben sein.